# Ајсфелд
Ајсфелд (њем. Eisfeld) град је у њемачкој савезној држави Тирингија. Једно је од 43 општинска средишта округа Хилдбургхаузен. Посједује регионалну шифру (AGS) 16069012.

## Географски и демографски подаци
Ајсфелд се налази у савезној држави Тирингија у округу Хилдбургхаузен. Град се налази на надморској висини од 440 метара. Површина општине износи 47,0 км². У самом граду је, према процјени из 2010. године, живјело 5.681 становника. Просјечна густина становништва износи 121 становника/км².

## Међународна сарадња
| Мјесто | Држава    | Врста сарадње | Од    |
| ------ | --------- | ------------- | ----- |
|        | Француска | партнерство   | 1995. |
| Извор  |           |               |       |